# Prerower Strom
Der Prerower Strom, Prerow-Strom oder Prerowstrom ist ein Gewässer der Boddenküste von Fischland-Darß-Zingst, das den Darß weitgehend von der Halbinsel Zingst trennt. Er beginnt bei der Insel Schmidtbülten im Bodstedter Bodden und windet sich von dort in nordwestlicher Richtung bis fast zur (äußeren) Ostseeküste an der Prerower Bucht. Kurz vor seinem nördlichen Ende liegt der Binnenhafen des namensgebenden Ortes Prerow. Der Prerower Strom gehört zum Nationalpark Vorpommersche Boddenlandschaft. 

## Geschichte
Der Prerower Strom ist kein Fluss, sondern ein ehemaliges Seegatt, das erst im ersten Jahrtausend n. Chr. entstand, als der Zingst begann, dauerhaft trockenzufallen. Bei starken auflandigen Winden strömte viel sedimentführendes Wasser durch den Prerower Strom in den Bodstedter Bodden, wodurch nach und nach die Schmidtbülten als Teil eines Rückseitendeltas aufgeschüttet wurden. Bis ins 19. Jahrhundert verband der Prerower Strom den Bodden mit dem offenen Meer und war bis zu 10,35 Kilometer lang. Im Jahre 1872 jedoch kam es in der Gegend zu einem schweren Sturmhochwasser, während dessen der nördliche Teil des Stroms bei Prerow versandete und infolgedessen 1874 künstlich weiter zugeschüttet und durch Deiche gesichert wurde. Durch die Abschneidung des Stromes von der Ostsee ist die Rückseitendeltabildung zum Erliegen gekommen.

## Der Prerower Strom  heutzutage
Der heutige Prerower Strom ist in vier Abschnitte gegliedert, die alle durch Straßendämme getrennt und durch kleine Kanäle miteinander verbunden sind. Sie sind im Durchschnitt bis zu 3 Meter tief. 
Der bei Weitem längste Teil ist rund 7 Kilometer lang und reicht vom Bodden bis zur Landesstraße 21 (L 21), der sogenannten Bäderstraße in Prerow. Die übrigen drei Abschnitte liegen westlich dieser Straße, am Nordrand von Prerow. Es handelt sich faktisch um drei langgestreckte Seen, die jeweils 500 bis 700 Meter lang sind.

## Schifffahrten, Freizeit und „Volksfest“
Auf dem Hauptarm des Prerower Stroms kann man von Prerow aus zu mehreren Orten auf der Halbinsel Fischland-Darß-Zingst und dem nahen Festland fahren. Dies ist sowohl mit Fähren als auch mit Fahrgastschiffen möglich.
Auf dem mittleren der westlichen Seen, zu erreichen über die Straße, die zur Seebrücke in der Ostsee führt, kann man außerdem Tretboot fahren und angeln. An der südwestlichen Ecke dieses Sees, an der Ladenstraße beim Bootsverleih, befinden sich auch einige Süßwarenbuden, eine Schiffschaukel und ein Karussell. Von den Einheimischen wird diese Ecke deshalb auch als „Volksfest“ bezeichnet. Weiter nördlich, hin zur Seebrücke, entwickelt sich die Ladenstraße, die man ab hier nur noch eingeschränkt befahren darf, aufgrund von etwa 20 Souvenir- und Spezialitätenläden zur am stärksten mit Geschäften frequentierten Straße auf der Halbinsel.

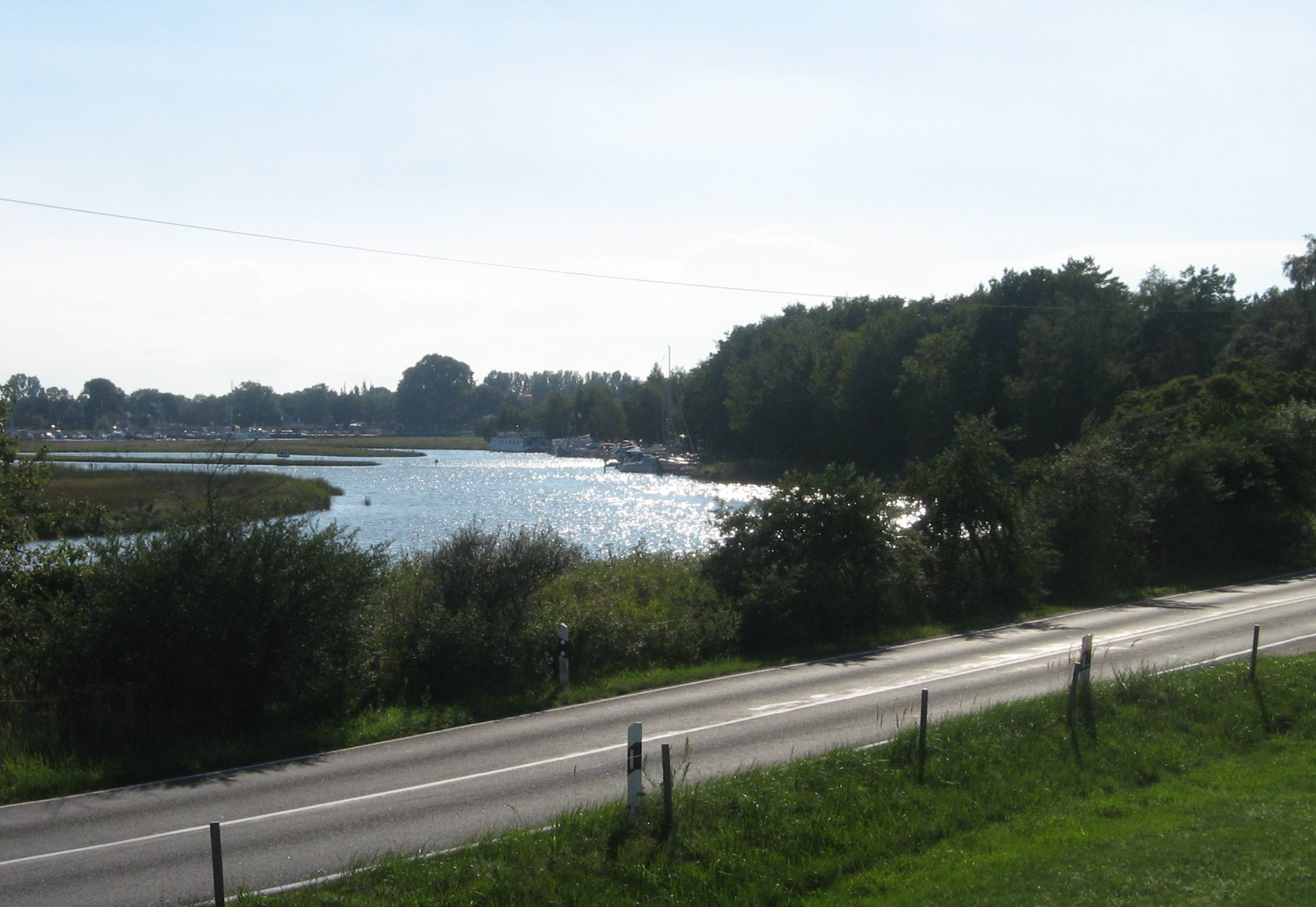
Der Prerower Strom mit Prerower Hafen im Hintergrund
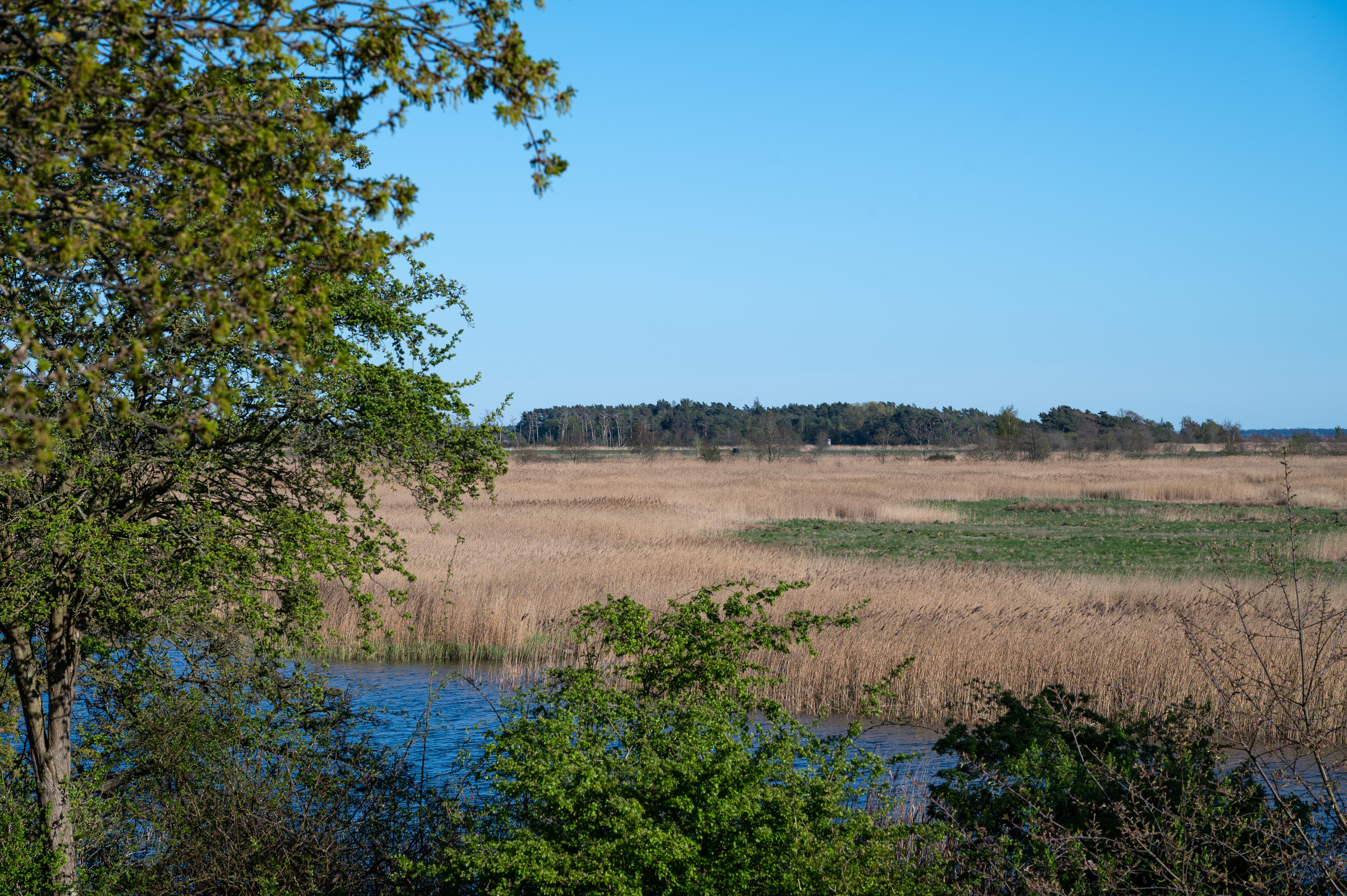
Der Prerower Strom zwischen Zingst und Prerow
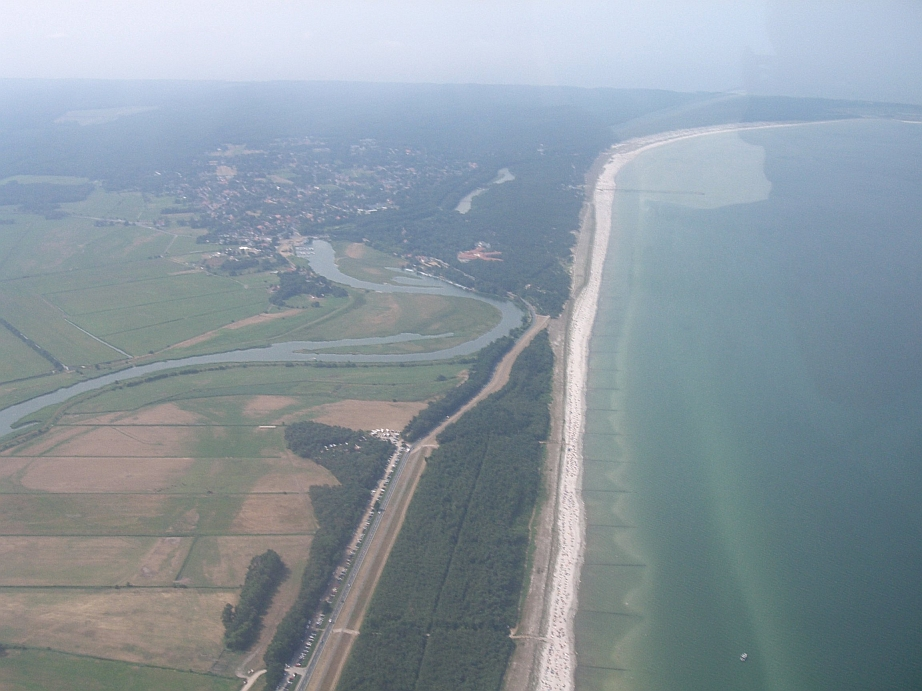
Luftbild vom Prerower Strom mit Prerow, dessen Hafen, den Strom-Seen, der Landesstraße und der Seebrücke
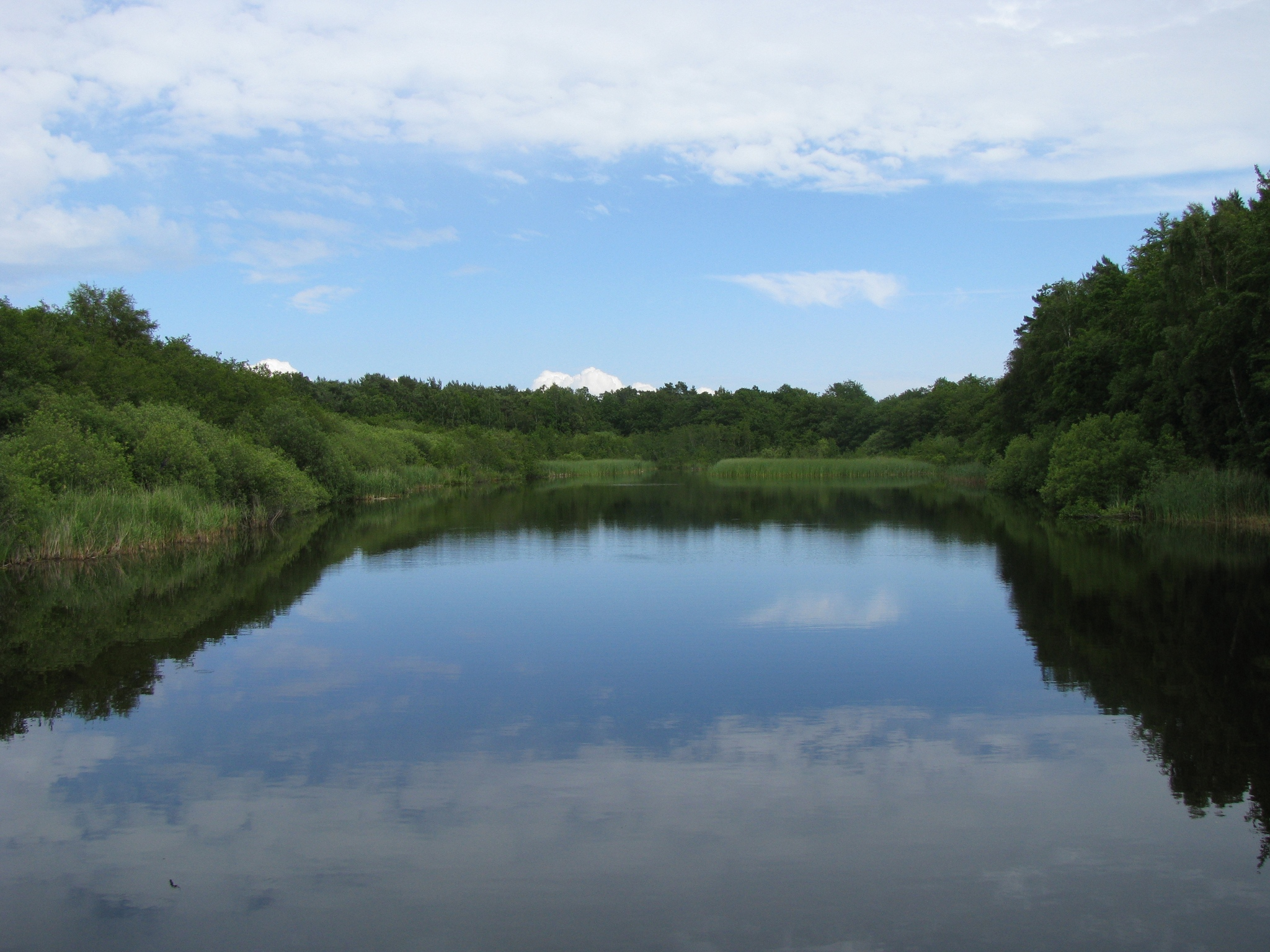
Einer der nördlichen Strom-Seen
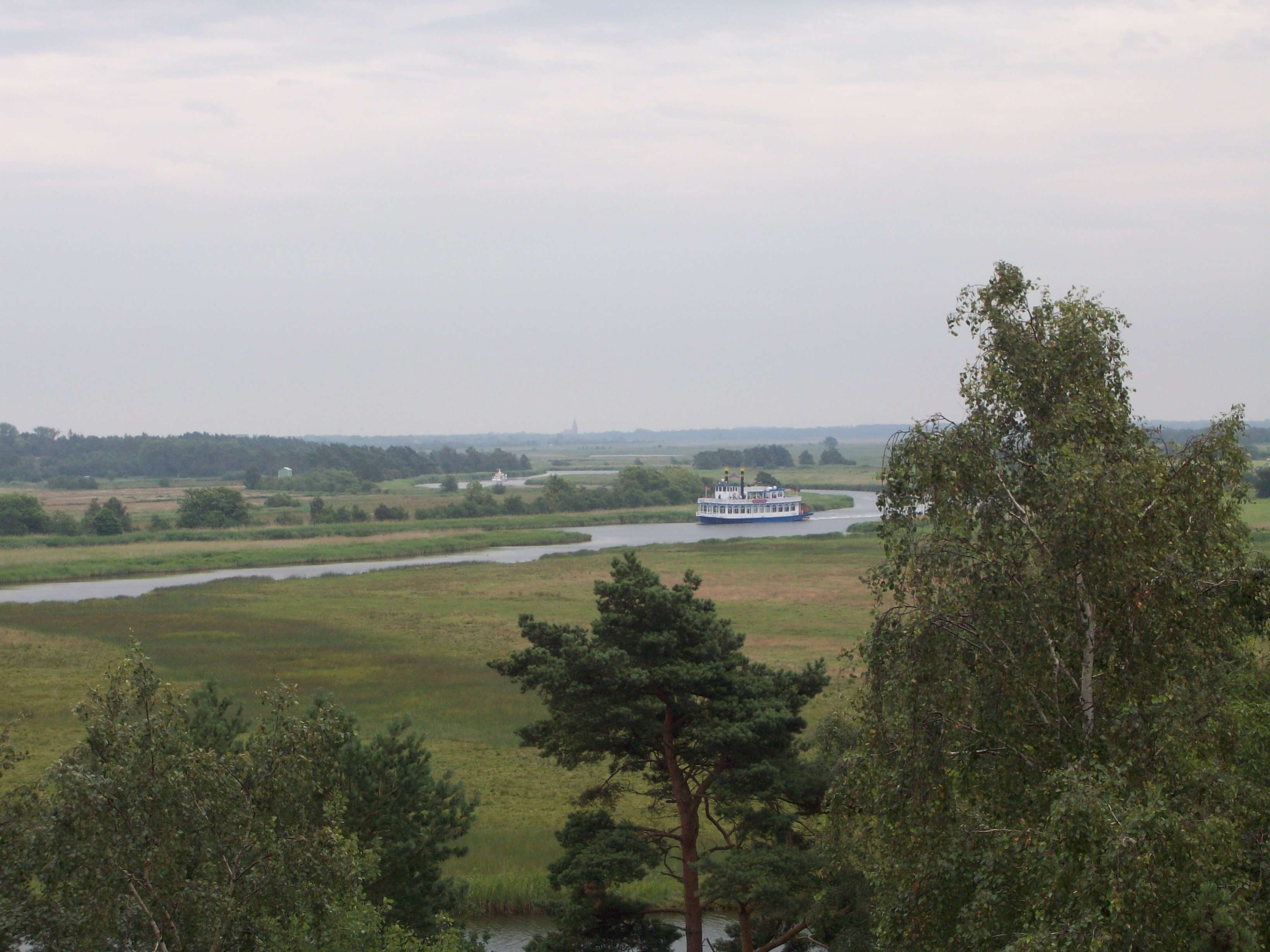
Der Prerower Strom von der engsten Stelle zur Ostsee in Richtung Bodden gesehen

Koordinaten: 54° 26′ 4″ N, 12° 37′ 16″ O